# Vaccinium corymbosum
Il mirtillo gigante americano (Vaccinium corymbosum L., 1753) è una pianta da frutto appartenente alla famiglia delle Ericacee, originaria del Nord America
Grazie alla sua fruttificazione abbondante è diventata una specie molto coltivata, e di elevata rilevanza industriale, diffusa oltre che negli Stati Uniti e Canada, in Europa, Giappone, Australia, Nuova Zelanda e Sud America.

## Descrizione

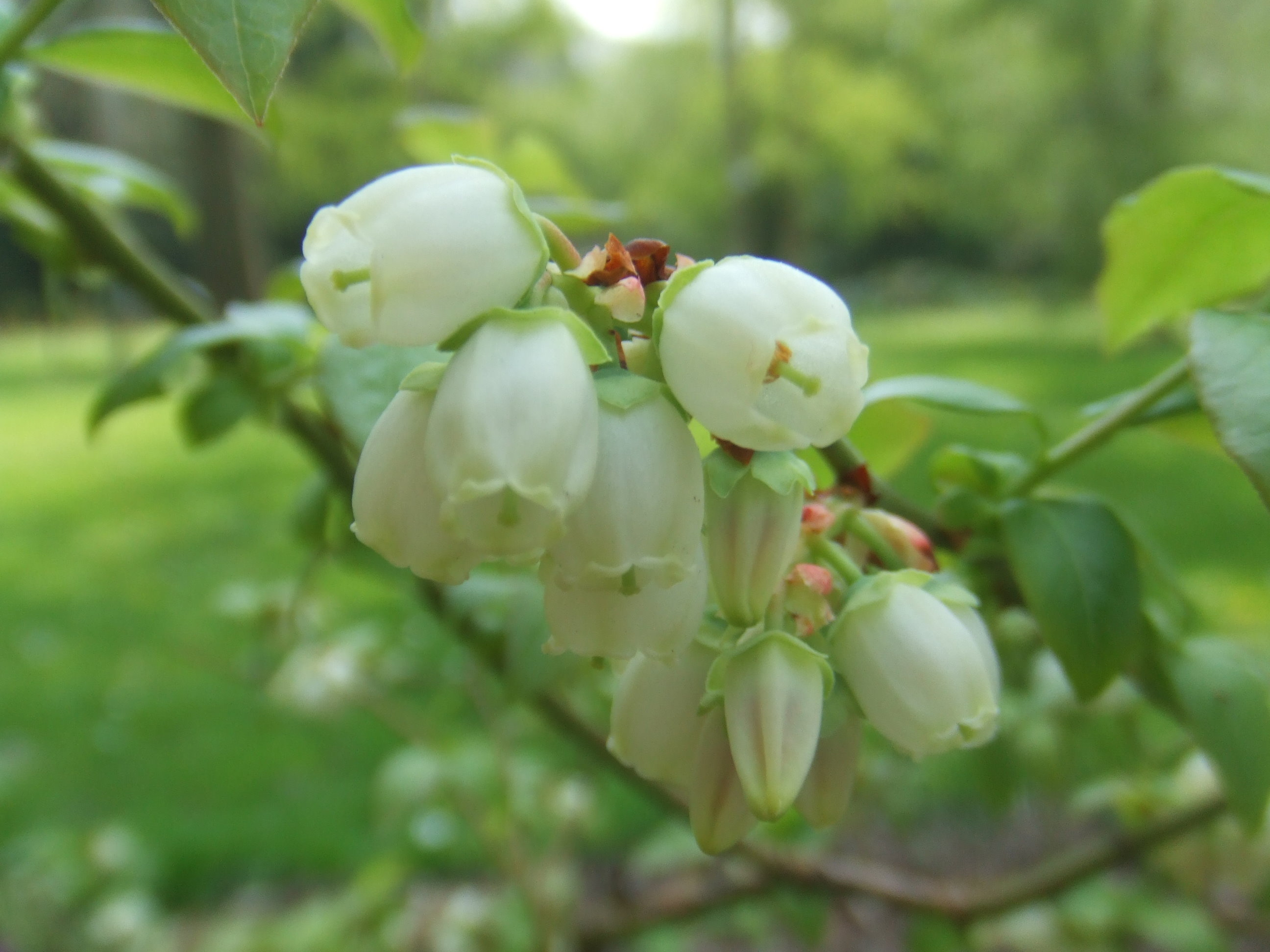
Infiorescenza

Il mirtillo gigante americano è un piccolo arbusto, con un massimo di 2–3 m di altezza, è caducifoglia e latifoglia. La chioma è raccolta in posizioni assolate dove tende ad infittirsi e ad avere foglie più spesse e dure, mentre in posizioni di ombra e mezz'ombra tende a crescere di meno con fogliame più rado e morbido. I rami più vecchi dell'arbusto lignificano producendo una scorza a scaglie dalla consistenza cartacea, mentre i più giovani (un anno di età circa) sono di colore verde d'estate o rossiccio d'inverno. Sulle ascelle fogliari sono presenti delle gemme di due tipi diversi: quelle di forma più o meno triangolare e stretta sono gemme vegetative che daranno vita a nuovi rami, mentre le gemme più tozze, rotondeggianti e posizionate sulle zone apicali dei rami vecchi di un anno sono quelle floreali che daranno fiori e frutti.

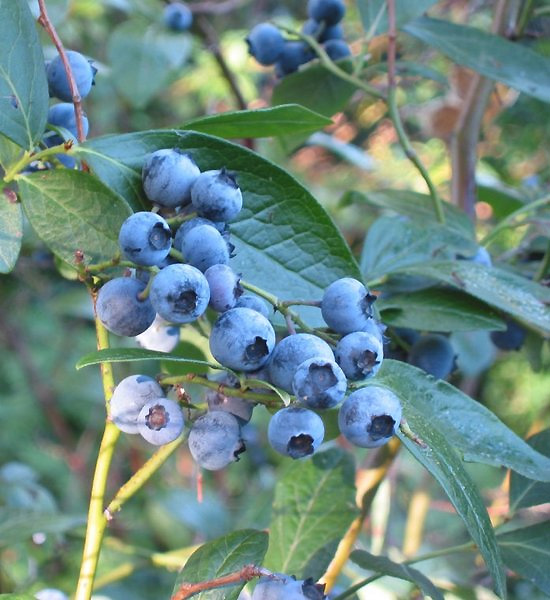
Infruttescenza tipica a corimbo

Le foglie generalmente di forma ovata, ma in alcune condizioni o in alcune cultivar sono di forma più stretta e tendente al lanceolato. Le foglie sono singole per nodo e hanno una fillotassi spiralata con una o più gemme all'ascella. Durante il periodo autunnale il fogliame soggetto a basse temperature si tinge di rosso prima di cadere.
I fiori sono raccolti in infiorescenze racemose a corimbo, sono di forma campanulata formata da 5 petali saldati di colore spesso bianco, a volte tendente al rosa pallido. La campanula che forma il fiore cade dopo il periodo di impollinazione lasciando il frutto. Inoltre un fiore si compone anche di 5 sepali mantenuti nel frutto maturo, il gineceo è composto da un ovario infero con uno stilo e stimma. Le infiorescenze fanno la loro comparsa prima delle foglie e persistono per alcune settimane.
I frutti carnosi e di colore dal blu al nero non sono bacche, ma false bacche poiché non derivano solo dall'ovario, ma anche dal ricettacolo. La pezzatura è varia, molto più grande del comune mirtillo nero europeo (Vaccinium myrtillus), per questo è più redditizio nella coltivazione e quindi più diffuso nel mercato. In sezione la polpa assume colore dal verde chiaro al bianco con toni violacei a volte. I semi sono molto piccoli, di forma pressoché simile a quella di una goccia.
Le radici sono molto fini e tendono a non penetrare troppo in profondità nel terreno rimanendo negli strati più superficiali diffondendosi e formando una rete intricata tipica di molti generi delle Ericaceae. 

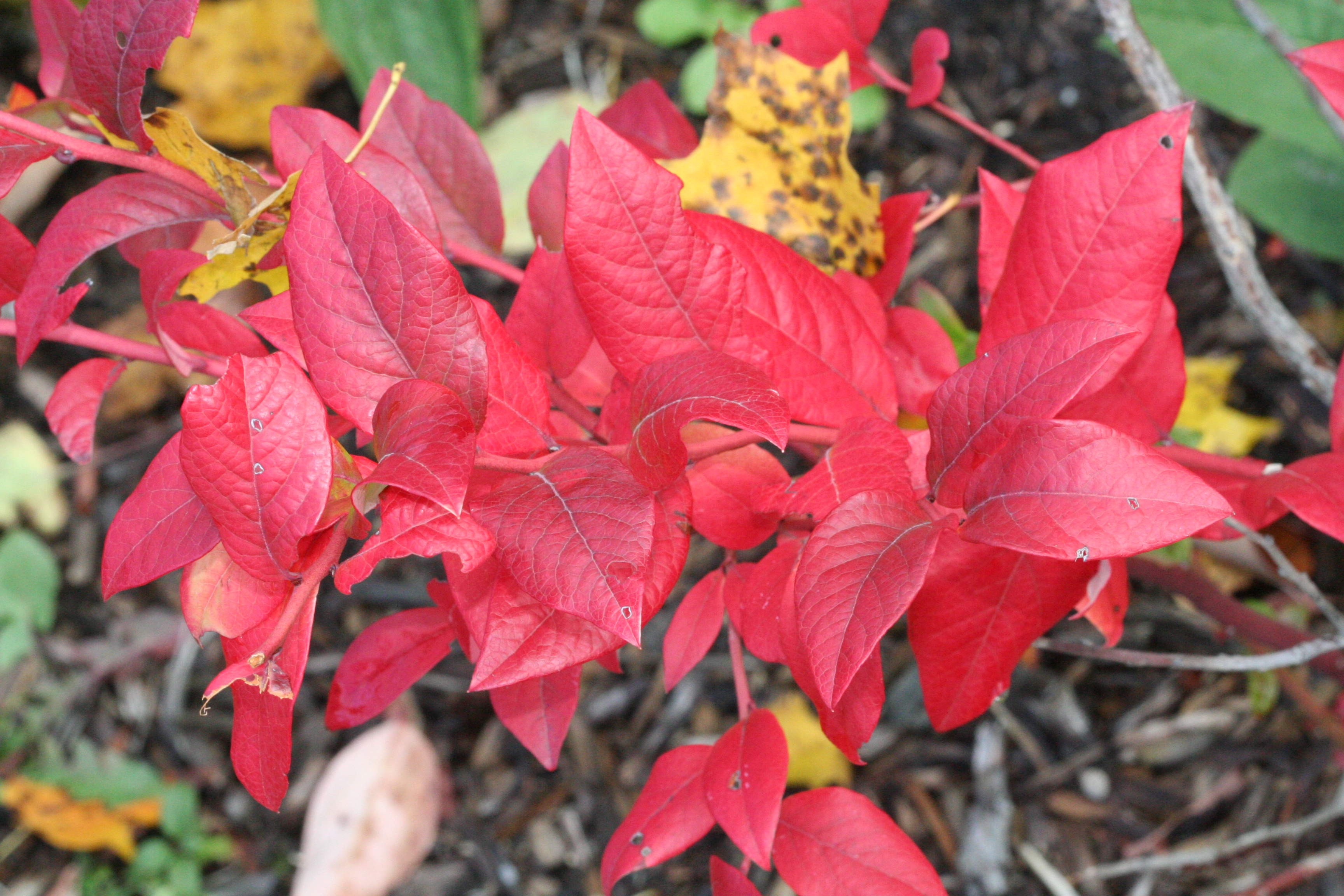
Fogliame di colore rosso nel periodo autunnale

## Distribuzione e habitat
L'areale di questa specie si estende dal nord-est del Canada fino agli Stati Uniti centro-orientali.

## Coltivazione
Il mirtillo gigante americano è originario di zone temperato-fresche, della taiga e di zone paludose dell'emisfero boreale, più precisamente del Nord America. L'esposizione nelle zone umide con clima simile al suo habitat naturale vanno dalla mezz'ombra, dove produce frutta meno dolce e più acida, al pieno sole, dove si ottiene una fruttificazione abbondante e più dolce. Anche in zone più calde e meno piovose si possono ottenere gli stessi risultati a patto che le irrigazioni siano più frequenti.
Vegeta in terreni umidi, torbosi e con substrato siliceo a pH acido dal 3.5 al 5.5. Difatti il fattore limitante di questa specie è il terreno che necessita essere ricco di sostanza organica (acidi umici, acido carbonico e acido tannico) ed estremamente povero e dilavato riguardo agli altri elementi nutritivi. È noto infatti che concimazioni eccessive in fosforo, potassio e soprattutto azoto portano danni anche irreparabili all'apparato radicale che causa necrosi fogliare e successivamente morte delle pianta. Anche l'aggiunta eccessiva di concimazione con altri macroelementi come Mg e Ca causa problemi alla pianta. Soprattutto quest'ultimo è un elemento ad elevata fitotossicità per V. corymbosum poiché causa clorosi ferrica dovuta al mancato assorbimento del ferro ostacolato dal calcio, e quindi una carente sintesi di clorofilla. Conseguenza dell'eccesso di calcio è lo scolorimento delle foglie giovani che rimarranno verdi solo intorno alle venature e bianche nel resto del tessuto. Per evitare la morte della pianta si ricorre all'uso di composti chelanti del ferro (noti come rinverdenti) oppure sali di ferro a idrolisi acida come solfato ferroso. 
Per mantenere l'acidità del terreno e garantire un'ottima vegetazione è consigliabile coltivare il mirtillo americano in torba acida di sfagno e di annaffiare con acqua priva di sali (che sono generalmente sali basici e di cloro) dato che generalmente quella fornita dagli acquedotti, almeno in Italia, ha una salinità e un pH troppo elevati. 
La concimazione non deve essere troppo abbondante e di solito effettuata con fertilizzanti a idrolisi neutra o acida come ad esempio solfato di ferro, alluminio, potassio e ammonio.

### Cultivar
Esistono varie cultivar selezionate a seconda della pezzatura del frutto e del periodo di raccolta, che può variare da fine aprile agli inizi di agosto.
| precoce | intermedio | tardivo |
| ------- | ---------- | ------- |
| Spartan | Bluecrop   | Darrow  |
| Duke    | Northland  | Elliot  |
| Patriot | Blu-ray    | Aurora  |